# Paris-Roubaix 1997
La 95e édition de la course cycliste Paris-Roubaix 1997 s'est courue le 13 avril 1997 sur 266 kilomètres. Elle a été remportée par le Français Frédéric Guesdon, qui a battu au sprint les sept autres membres du groupe de tête.
En 2025, cela reste la dernière victoire française sur Paris-Roubaix.

## Classement
| #  | Coureur            | Équipe                  |    | Temps           |
| -- | ------------------ | ----------------------- | -- | --------------- |
| 1  | Frédéric Guesdon   | La Française des jeux   | en | 6 h 38 min 10 s |
| 2  | Jo Planckaert      | Lotto-Mobistar-Isoglass | +  | 0 s             |
| 3  | Johan Museeuw      | Mapei-GB                |    | 0 s             |
| 4  | Andreï Tchmil      | Lotto-Mobistar-Isoglass |    | 0 s             |
| 5  | Davide Casarotto   | Scrigno-Gaerne          |    | 0 s             |
| 6  | Rolf Sørensen      | Rabobank                |    | 0 s             |
| 7  | Marc Wauters       | Lotto-Mobistar-Isoglass |    | 0 s             |
| 8  | Frédéric Moncassin | Gan                     |    | 0 s             |
| 9  | Rolf Aldag         | Team Deutsche Telekom   |    | 14 s            |
| 10 | Henk Vogels        | Gan                     |    | 25 s            |